# Tajen
Tajen is een bestuurslaag in het regentschap Tabanan van de provincie Bali, Indonesië. Tajen telt 2327 inwoners (volkstelling 2010).